# Káto Neochorópoulo
Káto Neochorópoulo (Kato Neochoropoulo) är en ort i Grekland.   Den ligger i prefekturen Nomós Ioannínon och regionen Epirus, i den nordvästra delen av landet, 300 km nordväst om huvudstaden Aten. Káto Neochorópoulo ligger 487 meter över havet och antalet invånare är 776.
Terrängen runt Káto Neochorópoulo är huvudsakligen kuperad, men åt nordost är den bergig. Runt Káto Neochorópoulo är det ganska tätbefolkat, med 100 invånare per kvadratkilometer. Närmaste större samhälle är Ioánnina, 2,9 km norr om Káto Neochorópoulo. Trakten runt Káto Neochorópoulo består till största delen av jordbruksmark.